# Орашје (Прњавор)
Орашје је насељено мјесто у општини Прњавор, Република Српска, БиХ. Према попису становништва из 1991. у насељу је живјело 363 становника.

## Становништво
| Националност       | 1991. | 1981. | 1971. | 1961. |
| Срби               | 357   | 491   | 328   | 629   |
| Југословени        | 1     | 8     | 1     |       |
| Муслимани          |       | 1     |       |       |
| остали и непознато | 5     | 19    | 20    | 21    |
| Укупно             | 363   | 519   | 349   | 650   |

| Демографија | Демографија | Демографија |
| Година      | Становника  | Становника  |
| ----------- | ----------- | ----------- |
| 1961.       | 650         |             |
| 1971.       | 349         |             |
| 1981.       | 519         |             |
| 1991.       | 363         |             |